# Thinocorus
Thinocorus is een geslacht van vogels uit de familie kwartelsnippen (Thinocoridae). Het geslacht telt twee soorten.

## Soorten
- Thinocorus orbignyianus – Punakwartelsnip
- Thinocorus rumicivorus – Patagonische kwartelsnip